# Serie A2 2005-2006 (calcio a 5)
Il campionato di Serie A2 2005-2006 è stata la 8ª edizione della categoria; la stagione regolare ha avuto inizio il 24 settembre 2005 e si è conclusa l'8 aprile 2006, prolungandosi fino al 27 maggio con la disputa delle partite di spareggio. La formula è rimasta invariata rispetto all'edizione precedente.

## Partecipanti
Delfino Cagliari e Vico Equense cedono il titolo sportivo rispettivamente ad ATS Cagliari (che torna a chiamarsi ATS Città di Quartu) e a Futsal Vesevo mentre la Polisportiva Quartu Calcio a 5 diventa "Sporting Club Cagliari" (spostando la sede e il campo di gioco nel capoluogo sardo). Il titolo sportivo del blasonato Genzano, vincitore dello scudetto nel campionato 1999-00 e fusosi durante l'estate con la Lazio, è acquistato dall'Ariccia Futsal. La Polisportiva Giemme si fonde con il Reggio Emilia a formare la "Reggiana Calcio a 5" mentre il Treviso unisce le forze con il Castelfranco in un'unica nuova società denominata "Marca Trevigiana".
La regione più presente è il Lazio con cinque società iscritte, seguito dal Veneto con quattro. Abruzzo, Emilia-Romagna e Sicilia sono rappresentate da tre formazioni ciascuna, Campania e Sardegna da due, mentre Basilicata, Marche, Piemonte, Puglia, Toscana e Valle d'Aosta da una sola.

## Girone A

### Classifica
|                                           | Pos. | Squadra          | Pt | G  | V  | N  | P  | GF  | GS  | DR  |
| ----------------------------------------- | ---- | ---------------- | -- | -- | -- | -- | -- | --- | --- | --- |
| Vincitrice della Coppa Italia di Serie A2 | 1.   | Cesena           | 57 | 26 | 19 | 6  | 1  | 132 | 77  | +55 |
|                                           | 2.   | Cornedo          | 51 | 26 | 14 | 9  | 3  | 120 | 84  | +36 |
|                                           | 3.   | Pescara          | 45 | 26 | 13 | 6  | 7  | 111 | 91  | +20 |
|                                           | 4.   | ATS Cagliari     | 41 | 26 | 12 | 5  | 9  | 73  | 74  | -1  |
|                                           | 5.   | Marca Trevigiana | 39 | 26 | 10 | 9  | 7  | 113 | 105 | +8  |
|                                           | 6.   | Cadoneghe        | 36 | 26 | 11 | 3  | 12 | 95  | 104 | -9  |
|                                           | 7.   | Reggiana         | 35 | 26 | 10 | 5  | 11 | 78  | 85  | -7  |
|                                           | 8.   | Real Cesana      | 33 | 26 | 9  | 6  | 11 | 96  | 83  | +13 |
|                                           | 9.   | Cagliari         | 33 | 26 | 9  | 6  | 11 | 87  | 79  | +8  |
|                                           | 10.  | Aymavilles       | 33 | 26 | 9  | 6  | 11 | 88  | 87  | +1  |
|                                           | 11.  | Imola            | 31 | 26 | 7  | 10 | 9  | 73  | 82  | -9  |
|                                           | 12.  | Miracolo Piceno  | 30 | 26 | 8  | 6  | 12 | 82  | 94  | -12 |
|                                           | 13.  | Atlante Grosseto | 24 | 26 | 7  | 3  | 16 | 82  | 130 | -48 |
|                                           | 14.  | Verona           | 11 | 26 | 3  | 2  | 21 | 59  | 114 | -55 |

### Verdetti[3]
- Cesena promosso in Serie A 2006-07 e qualificata al 1º turno dei play-off scudetto.
- Pescara ripescato in Serie A a completamento dell'organico; Imola retrocesso in Serie B dopo i play-out ma successivamente ripescato a completamento dell'organico.
- Atlante Grosseto, Verona e, dopo i play-out, Miracolo Piceno retrocessi in Serie B 2006-07.

## Girone B

### Classifica
|  | Pos. | Squadra          | Pt | G  | V  | N | P  | GF  | GS  | DR  |
|  | ---- | ---------------- | -- | -- | -- | - | -- | --- | --- | --- |
|  | 1.   | Cinecittà        | 57 | 26 | 18 | 3 | 5  | 122 | 67  | +55 |
|  | 2.   | Torrino          | 52 | 26 | 16 | 4 | 6  | 83  | 50  | +33 |
|  | 3.   | Bisceglie        | 52 | 26 | 15 | 7 | 4  | 89  | 52  | +31 |
|  | 4.   | Vesevo           | 43 | 26 | 13 | 4 | 9  | 89  | 84  | +5  |
|  | 5.   | Brillante Roma   | 37 | 26 | 10 | 7 | 9  | 89  | 73  | +16 |
|  | 6.   | Pro Scicli       | 36 | 26 | 10 | 6 | 10 | 72  | 68  | +4  |
|  | 7.   | CUS Chieti       | 36 | 26 | 11 | 3 | 12 | 73  | 71  | +2  |
|  | 8.   | Bellona          | 35 | 26 | 9  | 8 | 9  | 92  | 90  | +2  |
|  | 9.   | Raiano           | 35 | 26 | 10 | 5 | 11 | 59  | 75  | -16 |
|  | 10.  | Forte Colleferro | 31 | 26 | 8  | 7 | 11 | 59  | 71  | -12 |
|  | 11.  | Team Matera      | 29 | 26 | 8  | 5 | 13 | 81  | 101 | -20 |
|  | 12.  | Palermo Futsal   | 29 | 26 | 8  | 5 | 13 | 67  | 91  | -24 |
|  | 13.  | Atletico Palermo | 21 | 26 | 6  | 3 | 17 | 81  | 102 | -21 |
|  | 14.  | Ariccia          | 18 | 26 | 5  | 3 | 18 | 62  | 117 | -55 |

### Verdetti[3]
- Cinecittà promosso in Serie A 2006-07 e qualificata al 1º turno dei play-off scudetto, non si iscrive al campionato di Serie A 2006-07, venendo inglobato nella Roma Futsal; Bisceglie ripescato in Serie A a completamento dell'organico; Team Matera retrocesso in Serie B dopo i play-out ma successivamente ripescato a completamento dell'organico.
- Ariccia e Atletico Palermo retrocessi, non si iscrivono al campionato di in Serie B 2006-07 venendo inglobati rispettivamente da Forte Colleferro e Palermo.

## Play-off

### Formula
Si qualificano al turno successivo le squadre che, al termine delle due gare, avranno ottenuto il maggior punteggio o, a parità di punteggio, quelle che avranno realizzato il maggior numero di reti. In caso di ulteriore parità saranno disputati due tempi supplementari da 5' ciascuno, al termine dei quali, se perdurasse ancora la parità, sarà ritenuta vincente la squadra con la migliore posizione in classifica al termine della regular season. Al termine degli spareggi di categoria, Pescara e Torrino accedettero ai play-out di Serie A.

### Girone A
|  | Semifinali | Semifinali       | Semifinali | Semifinali | Semifinali |  |  | Finale           | Finale           | Finale | Finale | Finale |  |
|  |            |                  |            |            |            |  |  |                  |                  |        |        |        |  |
|  | 2          | Cornedo          | 3          | 4          | 7          |  |  |                  |                  |        |        |        |  |
|  | 5          | Marca Trevigiana | 6          | 3          | 9          |  |  | Marca Trevigiana | Marca Trevigiana | 4      | 3      | 7      |  |
|  | 3          | Pescara          | 5          | 6          | 11         |  |  | Pescara (dts)    | Pescara (dts)    | 2      | 7      | 9      |  |
|  | 4          | ATS Quartu       | 0          | 5          | 5          |  |  |                  |                  |        |        |        |  |

### Girone B
|  | Semifinali | Semifinali      | Semifinali | Semifinali | Semifinali |  |  | Finale    | Finale    | Finale | Finale | Finale |  |
|  |            |                 |            |            |            |  |  |           |           |        |        |        |  |
|  | 3          | Bisceglie (dts) | 4          | 3          | 7          |  |  |           |           |        |        |        |  |
|  | 5          | Brillante Roma  | 4          | 2          | 6          |  |  | Bisceglie | Bisceglie | 2      | 5      | 7      |  |
|  | 2          | Torrino (dts)   | 7          | 6          | 13         |  |  | Torrino   | Torrino   | 4      | 5      | 9      |  |
|  | 4          | Vesevo          | 9          | 3          | 12         |  |  |           |           |        |        |        |  |

## Play-out Serie A2 / Play-off Serie B

### Girone A
|  | Quarti di finale | Quarti di finale | Quarti di finale | Quarti di finale | Quarti di finale |  |  | Semifinali      | Semifinali      | Semifinali | Semifinali | Semifinali |   |   | Finale | Finale | Finale | Finale | Finale |  |
|  |                  |                  |                  |                  |                  |  |  |                 |                 |            |            |            |   |   |        |        |        |        |        |  |
|  | B                | Dese (dts)       | 4                | 6                | 10               |  |  |                 |                 |            |            |            |   |   |        |        |        |        |        |  |
|  | B                | Pescara          | 4                | 4                | 8                |  |  | Dese            | Dese            | 7          | 1          | 8          |   |   |        |        |        |        |        |  |
|  | B                | Brianza          | 3                | 3                | 6                |  |  | Miracolo Piceno | Miracolo Piceno | 4          | 3          | 7          |   |   |        |        |        |        |        |  |
|  | A2               | Miracolo Piceno  | 3                | 7                | 10               |  |  |                 |                 |            |            |            |   |   | Dese   | Dese   | 5      | 1      | 6      |  |
|  | B                | Montecchio       | 3                | 3                | 6                |  |  |                 |                 | Imola      | Imola      | 2          | 3 | 5 |        |        |        |        |        |  |
|  | B                | Valprint Milano  | 2                | 3                | 5                |  |  | Montecchio      | Montecchio      | 6          | 1          | 7          |   |   |        |        |        |        |        |  |
|  | B                | San Giorgio      | 1                | 1                | 2                |  |  | Imola           | Imola           | 5          | 4          | 9          |   |   |        |        |        |        |        |  |
|  | A2               | Imola            | 3                | 5                | 8                |  |  |                 |                 |            |            |            |   |   |        |        |        |        |        |  |

#### Girone B
|  | Quarti di finale | Quarti di finale | Quarti di finale | Quarti di finale | Quarti di finale |  |  | Semifinali     | Semifinali     | Semifinali     | Semifinali     | Semifinali |   |    | Finale       | Finale       | Finale | Finale | Finale |  |
|  |                  |                  |                  |                  |                  |  |  |                |                |                |                |            |   |    |              |              |        |        |        |  |
|  | B                | Modugno          | 4                | 4                | 8                |  |  |                |                |                |                |            |   |    |              |              |        |        |        |  |
|  | B                | Divino Amore     | 6                | 4                | 10               |  |  | Divino Amore   | Divino Amore   | 5              | 4              | 9          |   |    |              |              |        |        |        |  |
|  | B                | Afragola         | 4                | 2                | 6                |  |  | Team Matera    | Team Matera    | 3              | 4              | 7          |   |    |              |              |        |        |        |  |
|  | A2               | Team Matera      | 6                | 4                | 10               |  |  |                |                |                |                |            |   |    | Divino Amore | Divino Amore | 4      | 4      | 8      |  |
|  | B                | Tor Vergata      | 5                | 7                | 12               |  |  |                |                | Palermo Futsal | Palermo Futsal | 2          | 8 | 10 |              |              |        |        |        |  |
|  | B                | Olimpia Ischia   | 8                | 7                | 15               |  |  | Olimpia Ischia | Olimpia Ischia | 5              | 4              | 9          |   |    |              |              |        |        |        |  |
|  | B                | Fabio Polidoro   | 3                | 1                | 4                |  |  | Palermo Futsal | Palermo Futsal | 4              | 7              | 11         |   |    |              |              |        |        |        |  |
|  | A2               | Palermo Futsal   | 6                | 6                | 12               |  |  |                |                |                |                |            |   |    |              |              |        |        |        |  |